# Сухая Терешка (приток Терешки)
Сухая Терешка — река в России, протекает по Николаевскому и Старокулаткинскому районам Ульяновской области. Устье реки находится в 248 км по левому берегу реки Терешка. Длина реки составляет 16 км.

## Данные водного реестра
По данным государственного водного реестра России относится к Нижневолжскому бассейновому округу, водохозяйственный участок реки — Терешка от истока и до устья. Речной бассейн реки — Волга от верховий Куйбышевского вдхр. до впадения в Каспий.
Код объекта в государственном водном реестре — 11010001912112100010271.

## Топографические карты
- Лист карты N-38-XXX. Масштаб: 1 : 200 000. Указать дату выпуска/состояния местности.